# Marie-Jo Lafontaine
Marie-Jo Lafontaine (Anversa, 1950) è un'artista contemporanea belga.

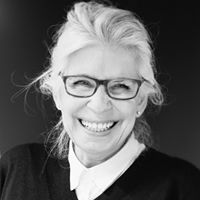
Marie-Jo Lafontaine

Utilizza tecniche molto varie che spaziano dalla scultura alla pittura fino ai lavori parietali tessili; ma predilige soprattutto la fotografia ed il video.

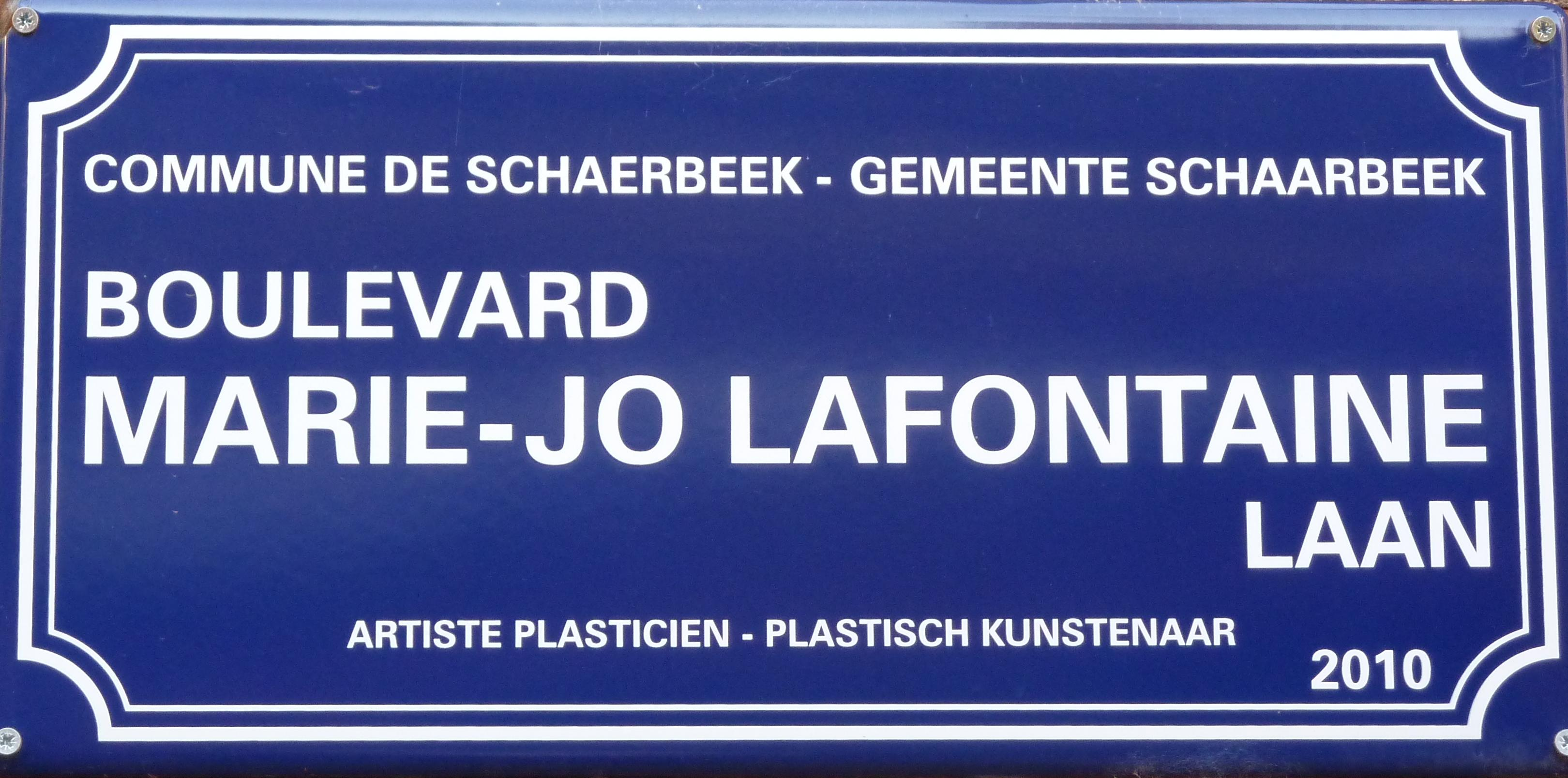
Targa con il nome dell'artista sul Muro delle celebrità della Maison des arts di Schaerbeek

Sebbene abbia cominciato il percorso di studi in giurisprudenza, si orienta ben presto verso il campo artistico e nel 1979 si diploma a “La Cambre”, la Scuola Superiore Nazionale di Architettura e di Arti Visive di Bruxelles. 
Sono soprattutto i corsi della sezione tessile dell'artista polacca Tapta (Maria Wierusz-Kowalski, 1926-1997) che influenzano e formano il lavoro di Lafontaine fino a farle ottenere, nel 1977, il “Prix de la Jeune Peinture Belge”. Primo riconoscimento che segna anche l'inizio dei lavori tessili monocromatici.
È però nel 1987 che la sua carriera segna una svolta con la controversa installazione “Les Larmes d'Acier” (Le lacrime d'acciaio), presentata al Documenta di Kassel, in Germania. La  video-scultura era costituita da una struttura composta da parecchi monitor, i quali diffondevano immagini di sollevatori di pesi, tra sofferenza e godimenti, accompagnati da un sottofondo di musica d'opera.
Nel corso degli anni ha insegnato in alcuni istituti austriaci e tedeschi tra cui l’HFG di Karlsruhe, in Germania.
Nel 1999, in Francia, ha beneficiato di un'importante retrospettiva video allestita presso la “Galerie du Jeu de Paume”.
Ha vinto inoltre parecchi concorsi pubblici e le sue opere e installazioni sono visibili, tra l'altro, presso l'Aeroporto di Stoccolma, in Svezia; lo Justizcentrum di Bonn ed il Felix Nussbaum Museum di Osnabrück, in Germania.
Nel 2006 è stata scelta come artista per lo Sky Arena Project ed il suo video “I Love the World” è stato proiettato in occasione della cerimonia inaugurale dei mondiali di calcio a Francoforte, in Germania.
È stata eletta "artista europeo dell'anno 2008" in Cina. Attualmente vive a Bruxelles.